# Música de la Unión Soviética
La música de la Unión Soviética varió en muchos géneros y épocas. La mayor parte de ella se consideraba parte de la cultura rusa, pero otras culturas nacionales de las Repúblicas de la Unión Soviética también hicieron aportaciones significativas. El Estado soviético apoyaba a las instituciones musicales, pero también censuraba su contenido. Según Lenin:

Todo artista, todo aquel que se considere artista, tiene derecho a crear libremente según su ideal, independientemente de todo. Sin embargo, somos comunistas y no debemos quedarnos con las manos cruzadas y dejar que el caos se desarrolle a su antojo. Debemos guiar sistemáticamente este proceso y formar su resultado.

## Música clásica de la URSS

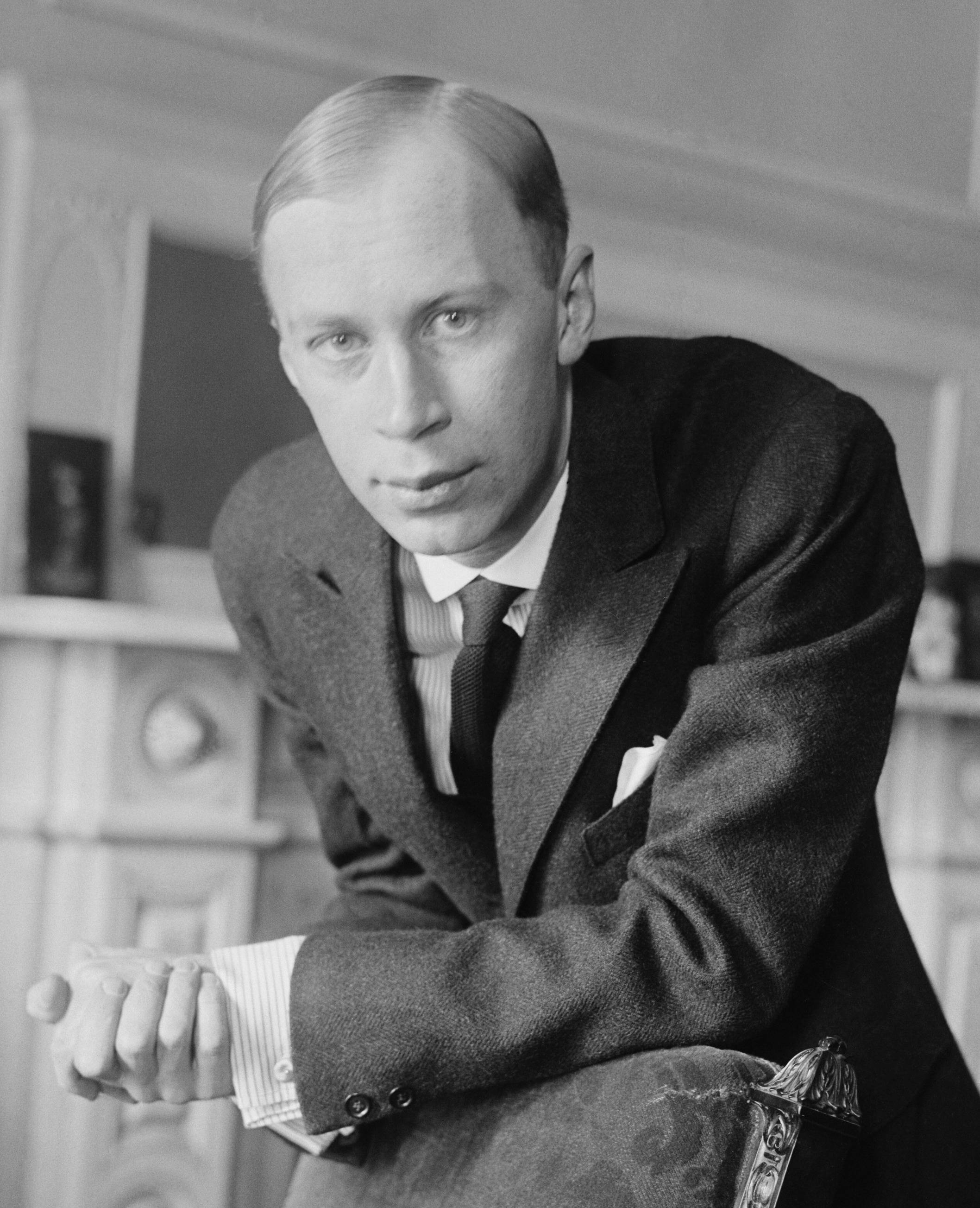
Serguéi Prokófiev, uno de los principales compositores del.

La música clásica de la Unión Soviética se desarrolló a partir de la música del Imperio ruso. Evolucionó gradualmente desde los experimentos de la era revolucionaria, como las orquestas sin director, hacia el clasicismo favorecido bajo el mandato de Iósif Stalin.
Los patriarcas musicales de la época fueron Prokófiev, Shostakóvich y Aram Jachaturián. Con el tiempo, una oleada de compositores soviéticos más jóvenes, como Gueorgui Svirídov, Tijon Jrénnikov o Alfred Schnittke, consiguieron abrirse paso.
Muchos músicos de la época soviética se han consagrado como los artistas de primera fila mundial: los violinistas David Óistraj, Leonid Kogan, Gidon Kremer, Víktor Tretiakov y Oleg Kagan; los violonchelistas Mstislav Rostropóvich, Daniil Shafran y Natalia Gutman; el violista Yuri Bashmet; los pianistas Sviatoslav Richter, Emil Guilels y muchos otros músicos.

### La música en los primeros años de Stalin
Después de que Iósif Stalin consiguiera expulsar a León Trotski del Comité Central en 1927, muy pronto cortó las conexiones con Occidente y estableció un Estado aislacionista. Stalin rechazaba la cultura occidental y sus «principios burgueses», ya que no concordaban con las políticas del Partido Comunista ni con la clase obrera. La Asociación para la Música Contemporánea (ACM), una facción de músicos soviéticos más progresistas que habían prosperado gracias a su contacto con Occidente durante los años de la NEP, se disolvió rápidamente sin el apoyo del Estado obrero. Los antiguos miembros de la ACM se unieron a la Asociación de Músicos Proletarios de Rusia (RAPM). La RAPM, compuesta por «proletarios reaccionarios», se oponía a los ideales musicales occidentales y, en cambio, pretendía fomentar la música tradicional rusa. Se produjo un conflicto entre reaccionarios y progresistas (antiguos miembros de la ACM) dentro de la RAPM. Aunque el Partido Comunista apoyaba a los reaccionarios, no actuó directamente para resolver el conflicto; la atención del partido durante este periodo se centró en el desarrollo económico de la URSS. En 1932, el RAPM se disolvió en favor de una nueva organización: la Unión de Compositores Soviéticos (CK CCCP).

### La segunda revolución de Stalin de 1932
El año 1932 marcó un nuevo movimiento cultural del nacionalismo soviético. El partido llevó a cabo su programa a través de la recién fundada Unión de Compositores Soviéticos, una división del Ministerio de Cultura. Los músicos que esperaban obtener el apoyo financiero del Partido Comunista estaban obligados a unirse a la CK CCCP. Se esperaba que los compositores presentaran nuevas obras a la organización para que fueran aprobadas antes de su publicación. Ésta asociación afirmaba que este proceso procuraba guiar a los jóvenes músicos hacia carreras exitosas. Así, a través de la CK CCCP, el Partido Comunista podía controlar la dirección de la nueva música.
Stalin aplicó la noción de realismo socialista a la música clásica. Máximo Gorki había introducido por primera vez el realismo socialista en un contexto literario a principios del siglo XX. El realismo socialista exigía que todos los medios artísticos transmitieran las luchas y los triunfos del proletariado. Era un movimiento intrínsecamente soviético: un reflejo de la vida y la sociedad soviéticas. Se esperaba que los compositores abandonaran el progresismo occidental en favor de melodías rusas y soviéticas sencillas y tradicionales. En 1934, Prokófiev escribió en su diario sobre la necesidad de componer una «nueva simplicidad», un nuevo lirismo que creía que sería fuente de orgullo nacional para el pueblo soviético. Pedro y el lobo es una buena ilustración del tipo de consonancia que existía entre la visión artística de Prokófiev y los ideales soviéticos. Además, la música servía como poderoso agente propagandístico, ya que glorificaba al proletariado y al régimen soviético. La grandeza de Stalin se convirtió en tema de innumerables canciones soviéticas, tendencia que intentó frenar en más de una ocasión. Los ideales comunistas y la promoción del partido fueron, por tanto, los cimientos de este movimiento cultural.
La ópera de Iván Dzerzhinsky, Tikhii Don, compuesta en 1935, se convirtió en el modelo del realismo socialista en la música. Al ver la ópera, el propio Stalin elogió la obra, ya que presentaba temas de patriotismo a la vez que utilizaba melodías sencillas y revolucionarias. Los compositores escribían para un público proletario; Tikhii Don de Dzerzhinsky cumplía con esta expectativa. Por otra parte, la ópera de Shostakóvich, Lady Macbeth del distrito de Mtsensk, estrenada en 1934, resultó un desastre para el prodigioso compositor. Aunque en un principio la obra de Shostakóvich fue bien recibida por la crítica, Stalin y el Partido Comunista consideraron los temas de la ópera sobre una «mentalidad rusa pre-socialista y pequeñoburguesa» totalmente inapropiados. Pravda, un periódico patrocinado por el Estado, criticó duramente la ópera de Shostakóvich. Así, estas dos óperas proporcionaron a los compositores una indicación de la dirección que el Partido Comunista planeaba dar a la música soviética. La música soviética debería haber sido música de la que el trabajador común pudiera entender y enorgullecerse. Esto supuso un cambio radical en la política del partido con respecto a las libertades sin restricciones de los primeros años soviéticos.

### La música clásica durante la Segunda Guerra Mundial
La invasión nazi de la Unión Soviética en junio de 1941 fue una completa sorpresa para la mayoría de los soviéticos. La administración de Stalin se vio obligada a reaccionar rápidamente y dedicar todos sus recursos al esfuerzo bélico. Como resultado, la música soviética fue testigo de una relajación de las restricciones a la expresión. Este periodo resultaba en una ruptura con las políticas de la década de 1930. El Partido Comunista, dado que estaba aliado con varias potencias occidentales, se centró en la propaganda patriótica más que en la retórica antioccidental. Con una conexión restablecida con Occidente, la música soviética experimentó una nueva ola de progresismo y experimentación.
Los compositores respondieron a sus nuevas libertades con música cargada de temas de patriotismo y triunfo militar. En los temas de guerra resurgieron las grandes obras sinfónicas, frente a las simplistas «óperas canción» (como Tikhii Don) de los años treinta. Serguéi Prokófiev, Nikolái Miaskovski, Aram Jachaturián y Shostakóvich compusieron cada uno sinfonías bélicas. También se revitalizó la música de cámara, un género que había caído en desgracia en la década anterior. La música de tiempos de guerra buscaba levantar la moral soviética tanto en casa como en el frente de batalla, y tuvo éxito, especialmente cuando el ejército soviético empezó a ganar impulso contra los nazis en 1942.

### Zhdanovismo y un retorno a las políticas de los años treinta
Tras el final de la guerra, el Partido Comunista volvió a centrarse en el aislacionismo y el control cultural. Stalin nombró a Andréi Zhdánov en 1946 para llevar a cabo esta vuelta a las políticas de la década de 1930. El zhdanovismo significó un nuevo énfasis en el realismo socialista, así como el sentimiento antioccidental. El Partido Comunista nuevamente animó a los artistas a incorporar temas de la Revolución Rusa, así como melodías nacionalistas. Zhdánov fustigó a los compositores individualmente, en particular a Prokófiev y Shostakóvich, por abrazar los ideales occidentales durante la guerra. Tijon Jrénnikov, por su parte, fue nombrado jefe de la Unión de Compositores Soviéticos. Jrénnikov se convertiría en una de las figuras más despreciadas entre los músicos soviéticos, a medida que la CK CCCP adoptaba un mayor papel en la censura.
La reacción a las restricciones del Partido Comunista varió según las distintas generaciones de compositores. La generación más joven se esforzó en gran medida por conformarse, aunque la música que producía era simplista y desnuda en su estructura. Desesperados por encontrar melodías aceptables, los compositores incorporaron melodías folclóricas a sus temas. Algunos artistas, entre ellos Prokófiev y Shostakóvich, se dedicaron a la música de cine. Shostakóvich, entre otros, retuvo sus obras más expresivas y quizá controvertidas hasta después de la muerte de Stalin. El músico, que fue honrado por Stalin y los soviéticos por su brillante música, nunca fue ejecutado, a pesar de que a Stalin no le gustaba la dirección que tomaba parte de su música. Las complejas estructuras tonales y los temas progresistas que predominaron durante la guerra desaparecieron lentamente. Los años posteriores a la guerra y anteriores al deshielo cultural bajo el mandato de Nikita Jrushchov marcaron así un rápido declive de la música soviética.

### El deshielo de Jrushchov
La llegada al poder de Nikita Jrushchov en 1953 inauguró un periodo de liberalización moderada de la cultura soviética, a menudo conocido como el «deshielo de Jrushchov». Este periodo marcó el fin de las persecuciones antiformalistas de finales de los 40 y principios de los 50. Los compositores que habían caído en desgracia durante los últimos años de Stalin volvieron a la escena pública, y piezas que antes se habían considerado inadecuadas para su presentación pública por su falta de ortodoxia volvieron a interpretarse. Muchas de las primeras obras prohibidas de Dmitri Shostakóvich, como su primera ópera y sus sinfonías, fueron rehabilitadas durante el mandato de Jrushchov. Músicos occidentales como Leonard Bernstein y Glenn Gould también hicieron giras por la Unión Soviética por primera vez a finales de los años cincuenta.
La administración de Jrushchov también consolidó la posición de la Unión de Compositores Soviéticos como autoridad administrativa dominante sobre el patrocinio estatal de la música clásica, un proceso que comenzó durante los últimos años de Stalin. Tijon Jrénnikov, compositor de profesión, dirigió la CK CCCP de 1948 a 1991 como uno de los únicos designados políticos de la era de Stalin que permaneció en el poder hasta el colapso de la Unión Soviética en 1991. La CK CCCP de Jrénnikov intentó activamente deshacer las políticas de la zhdanovischina, la campaña de pureza ideológica emprendida por el segundo de Stalin, Andréi Zhdánov, de 1946 a 1948. En 1958, Jrénnikov persuadió a Jrushchov para que rehabilitara oficialmente a muchos de los artistas acusados en la «Resolución sobre la música del Comité Central del Partido Comunista» de Zhdánov de 1948, un documento que censuraba a los compositores cuya música no realizaba suficientemente la estética realista socialista.

### Música soviética oficial, 1953-1991
El deshielo de Jrushchov otorgó mayor autonomía artística a los compositores y músicos soviéticos, pero no puso fin a la participación del Estado en la producción de música clásica. Aunque la Unión de Compositores Soviéticos (CK CCCP) rara vez apoyaba el encarcelamiento de compositores poco ortodoxos, a menudo bloqueaba el patrocinio estatal a compositores que consideraba para nada representativos de la posición ideológica del Partido Comunista, que seguía oponiéndose a las técnicas desarrolladas por los compositores modernistas occidentales, especialmente la armonía atonal y el serialismo. Por ejemplo, compositores serialistas como Arnold Schönberg y Anton Webern no se incluían en los planes de estudio oficiales de música soviéticos de finales de los cincuenta y principios de los sesenta, incluido el del primer Conservatorio de Moscú. En el trascurso de los 60, estas técnicas se introdujeron gradualmente en el vocabulario musical soviético; en 1971, incluso Jrénnikov, la encarnación del establecimiento musical soviético, empleó una melodía serialista de doce tonos en su Concierto para piano n.º 2 en do mayor.
La postura conservadora hacia la introducción de nuevas técnicas en el repertorio musical era sólo una de las ramas de la estética del «realismo socialista». Además de su adhesión general a las normas estilísticas de finales del siglo XIX y principios del XX, el realismo socialista en la música clásica soviética se expresaba como un enfoque heroico de la vida de la clase obrera y la iconografía revolucionaria soviética. La Cantata para el vigésimo aniversario de la Revolución de Octubre de Serguéi Prokófiev es la composición realista socialista prototípica, escrita en 1937 pero no interpretada hasta 1966. La cantata de Prokófiev romantiza los acontecimientos del ascenso de los bolcheviques al poder, con un libreto extraído de los escritos de los héroes socialistas: Marx, Lenin y Stalin. Las Canciones de Kursk de Gueorgui Svirídov, de 1964, también encarnan la estética realista socialista. El ciclo de canciones de Svirídov representa escenas pastorales de la vida campesina en Kursk, la ciudad natal del compositor, adoptando melodías y estilos populares de Rusia occidental.

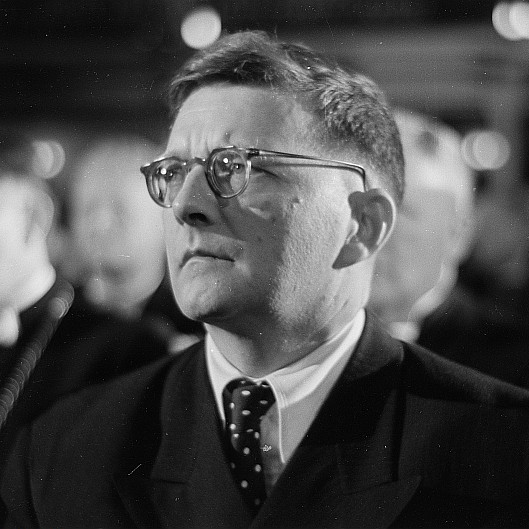
Dmitri Shostakóvich, principal compositor de la era soviética.

La música de Dmitri Shostakóvich definió el estilo dominante de la música clásica soviética para las siguientes generaciones de compositores soviéticos. Aunque Shostakóvich había caído en desgracia con el Partido tras su denuncia por Zhdánov a finales de la década de 1940, su estatus como principal compositor soviético se restableció gradualmente durante el deshielo de Jrushchov hasta su muerte en 1975. La CK CCCP de Jrénnikov favoreció el dominio de Shostakóvich de las formas clásicas convencionales, defendiendo sus 15 monumentales sinfonías junto a las obras de maestros pre-soviéticos como Gustav Mahler como ejemplos a seguir por los jóvenes compositores soviéticos. La idolatría del Partido por los maestros clásicos como Shostakóvich contrastaba deliberadamente con su desdén por los compositores experimentales que evitaban las normas clásicas tradicionales. Varios destacados compositores soviéticos han sido descritos como discípulos de Shostakóvich, entre ellos Gueorgui Svirídov. Su influencia afectó a la obra de casi todos los compositores de la era posterior a Stalin, quienes se adhirieron o reaccionaron contra el lenguaje musical de su autoría.

### Música soviética no oficial, 1953-1991
Tras el fin de las persecuciones de la era de Stalin, se desarrolló un nuevo cuadro de compositores soviéticos de vanguardia en paralelo a la corriente dominante, el establecimiento musical patrocinado por el Estado. La fundación de la tradición experimental soviética se atribuye a menudo al compositor Andrey Volkonsky. En 1954, Volkonsky fue expulsado del Conservatorio de Moscú por su estilo de composición poco ortodoxo y su desinterés por los estudios. A pesar del abandono del establecimiento musical soviético, Volkonsky siguió escribiendo música. En 1956 compuso Musica Stricta, una obra para piano solista generalmente reconocida como el primer uso del serialismo dodecafónico en la música clásica soviética.

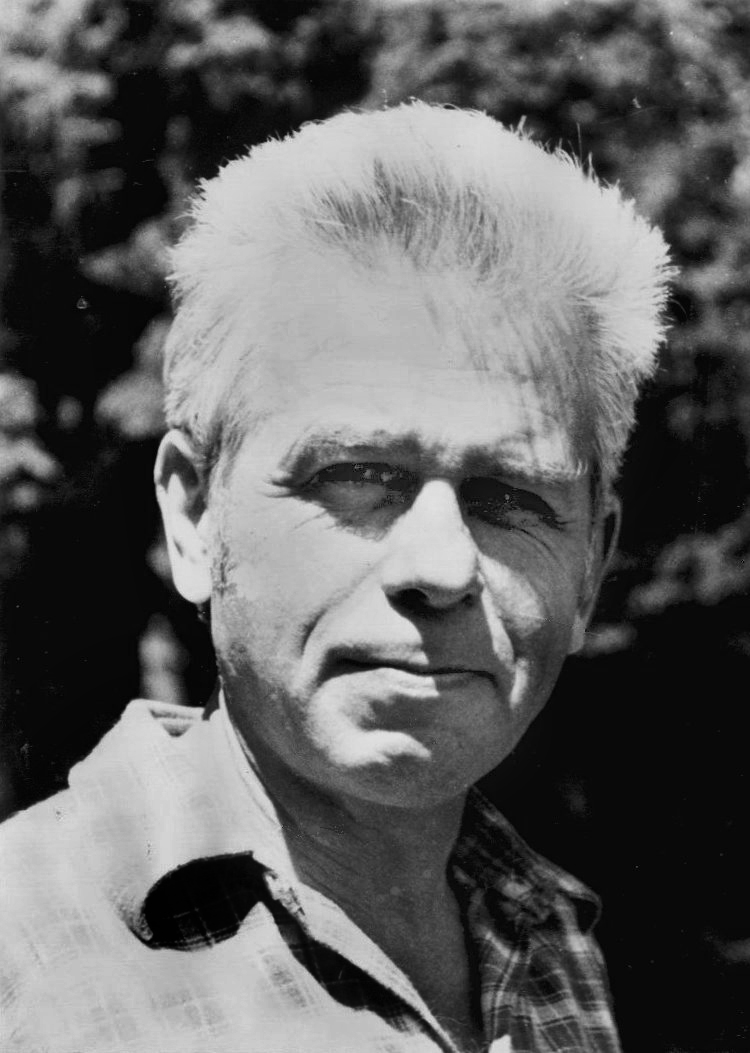
Edison Denísov, compositor soviético experimental.

La experimentación de Volkonsky a finales de la década de 1950 y principios de la de 1960 finalmente inspiró a más músicos a rebelarse contra las restricciones que hasta entonces habían regido la composición clásica soviética. Esta nueva generación de vanguardistas incluía a compositores como Edison Denísov, Sofiya Gubaidúlina, Alfred Schnittke y Arvo Pärt. Cada compositor aportó sus propias innovaciones únicas. Denisov continuó la exploración de las técnicas serialistas de Volkonsky, mientras que Gubaidulina incorporó a su música temas religiosos hasta entonces inaceptables. Pärt expresó su espiritualidad con su estilo musical descarnado y minimalista. Schnittke se hizo famoso por sus composiciones poliestilísticas, que a menudo incorporaban simultáneamente varios estilos y temas conflictivos, difuminando las distinciones estáticas entre géneros.
En 1979, Jrénnikov denunció públicamente a Denísov y a otros compositores experimentales en un discurso público ante el sindicato de compositores, y surgieron ataques similares en medios de comunicación patrocinados por el Estado como Pravda. A pesar de enfrentarse a una clara oposición en el Partido Comunista, el prestigio de la vanguardia soviética no hizo más que crecer tanto en el país como en el extranjero. En abril de 1982, el Conservatorio de Moscú celebró un concierto con obras de Denísov, Gubaidúlina y Schnittke. Antes de este hito histórico, las obras de la vanguardia habían sido prohibidas en las principales salas de conciertos de Moscú y Leningrado. A partir de ese momento, y hasta el colapso de la Unión Soviética en 1991, el lugar de los compositores experimentales fue reconocido a regañadientes por el establecimiento musical soviético.

## Bandas sonoras cinematográficas
Las bandas sonoras de las películas produjeron una parte importante de las canciones populares soviéticas/rusas de la época, así como música orquestal y experimental. En la década de 1930, Serguéi Prokófiev compuso partituras para películas de Serguéi Eisenstein, como Alejandro Nevski, y también bandas sonoras de Isaak Dunayevsky que abarcaban desde piezas clásicas hasta jazz popular. Entre los pioneros de la electrónica soviética se encuentra el compositor de música ambiental de los años 70 Eduard Artémiev, más conocido por sus partituras para películas de ciencia ficción de Tarkovski. Muchas de las películas producidas en la Unión Soviética eran de carácter patriótico, y la música de las mismas también transmitía un tono positivo de orgullo soviético, incorporando aspectos de la música folclórica y otras influencias musicales rusas, además de las influencias de las comunidades étnicas que componían las otras 14 repúblicas del estado federal.
Éstas canciones nacionalistas se siguen escuchando en los tiempos modernos, incluso dentro de la cultura popular; como ejemplo, «El Ejército Rojo es el más fuerte» se interpretó en la primera escena del primer episodio de la tercera temporada de Stranger Things. Sonaron las dos primeras líneas y luego las 8 últimas. Fue cantada por el Coro del Ejército Rojo.

## Música popular

### Primeros años soviéticos
La música popular durante los primeros años del periodo soviético era esencialmente música rusa. Una de las canciones más conocidas, «Katyusha», de Matvéi Blánter, se acerca a las estructuras melódicas, rítmicas y armónicas de las canciones románticas rusas del siglo XIX. Era una adaptación de motivos folclóricos al tema de los soldados en tiempos de guerra.
Muchas de las canciones más interpretadas en la Rusia soviética proceden del movimiento revolucionario internacional de finales del siglo XIX y principios del XX. Un ejemplo notable es la canción «La varsoviana», originaria de Polonia y popularizada con la Revolución Rusa. La canción se caracteriza por un ritmo intenso y llama «a la batalla sangrienta, santa y justa». También existe la canción «El estandarte rojo» (Красное Знамя), originaria de Francia. Una de las canciones más conocidas es «Audazmente, camaradas, al paso» (Смело, товарищи, в ногу) y la marcha fúnebre «Caíste víctima» (Вы жертвою пали).
En la década de 1930, las canciones de bandas sonoras de películas, incluidas las marchas, se hicieron muy populares. Entre ellas figuran «Si mañana viene la guerra» (Если завтра война) y «Tres tanquistas» (Три Танкиста), de los hermanos Pokrass, y «Tachanka», de Listov, con temas patrióticos.

### Música soviética
En la musicología oficial soviética, «la música soviética es una etapa cualitativamente nueva del desarrollo de las artes musicales». Se basaba en los principios del realismo socialista y se formó bajo el control y el patrocinio inmediatos del Estado soviético y del Partido Comunista de la Unión Soviética.

#### Canción soviética
Las principales categorías reconocidas por la musicología soviética dentro del género de la canción soviética eran la canción de masas, la «canción escénica» (estradnaya pesnya) y la «canción cotidiana» (bytovaya pesnya).
Las canciones de masas fueron compuestas normalmente, aunque no todas, como marchas por compositores y escritores, la mayoría para canto coral, con algunas compuestas para cantantes individuales. Normalmente estas canciones son de carácter optimista o heroico, con temas ideológicos o históricos escritos. Entre ellas se incluyen varias bandas sonoras de filmes.

### 1930-1960:Jazzsoviético

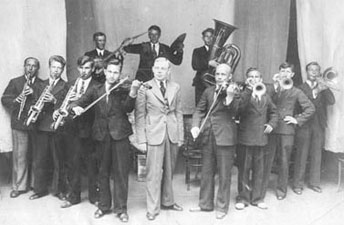
La Orquesta de Valentín Sporius, en Kúibyshev (1937).

La música de jazz fue introducida en el público soviético por Valentín Parnok en la década de 1920. El pianista Alexander Tsfasman, el cantante Leonid Utiósov y el compositor de bandas sonoras Isaak Dunayevsky aportaron a su popularidad, especialmente con la popular película de comedia Los alegres muchachos, que incluía una banda sonora de este género. Eddie Rosner, Oleg Lundstrem, Coretti Arle-Titz y otros artistas contribuyeron a la música de jazz soviética.
A finales de la década de los cuarenta, durante las campañas «anticosmopolitismo», la música de jazz sufrió una opresión ideológica, ya que se la tachaba de música «burguesa». Muchos grupos se disolvieron, y los que permanecieron evitaron ser etiquetados como bandas de jazz.
En la década de los cincuenta se normalizaron las revistas y discos clandestinos samizdat de jazz para difundir la literatura musical y la música.
Sin embargo, a principios de los 60, durante el «deshielo de Jrushchov», el jazz soviético experimentó un pequeño resurgimiento.

### Estrada soviética
En la época soviética, el término «artistas de estrada» solía referirse a intérpretes de música popular tradicional —aunque el actual término estrada ‘escenario’ es mucho más amplio— acompañados por orquestas sinfónicas (con apoyo coral ocasional). Cantaban canciones escritas por compositores y poetas/cantautores profesionales. Las canciones estaban pensadas para la destreza vocal, tenían melodías claras y pegadizas, y el acompañamiento pasa a un segundo plano. Por lo tanto, en la еstrada soviética estaba dominada por cantantes solistas con buenas habilidades vocales, no para tocar el instrumento, con lo que escribían su repertorio ellos mismos.
Entre los artistas del primer periodo se encontraban Leonid Utiósov (también uno de los pioneros del jazz soviético), Mark Bernes, Liubov Orlova, Coretti Arle-Titz, Klavdiya Shulzhenko, Rashid Behbudov. Entre los numerosos artistas del «deshielo de Jrushchov» y la «estancamiento brezhneviano» se encontraban Yuri Gulyáiev, Larisa Mondrus, Aida Vedishcheva, Tamara Miansarova, Lidia Klement, Eduard Jil, Lyudmila Senchina, Edita Piekha, Vladímir Troshin, Maya Kristalinskaya, Vadim Mulerman, Heli Lääts, Uno Loop, Anna German, Valeri Obodzinski, Iósif Kobzón, Muslim Magomáyev, Lyudmila Zykina, Ala Pugachova, Valeri Leóntiev, Sofia Rotaru, Lev Leshenko, Valentina Tolkunova y Serguéi Zakharov. Las canciones de estos artistas suelen incluirse en las bandas sonoras de películas y dramas televisivos, telefilmes y miniseries, y viceversa, ya que las éstas estaban y suelen estar incluidas en el repertorio del género de еstrada.
Como la música popular tradicional era la principal dirección oficial de la estrada soviética, estaba sometida a una censura particularmente rigurosa. Por lo general, las canciones eran compuestas por miembros de la Unión de Compositores (los más famosos eran: Aleksandra Pakhmutova, Vasili Soloviov-Sedoi, Tijon Jrénnikov, David Tukhmanov, Raimonds Pauls, Yevgeny Krylatov, etc.) y las letras de las canciones fueron escritas por poetas y compositores profesionales y de confianza que también eran miembros de la CK CCCP (Mijaíl Matusovski, Vasili Lébedev-Kumach, Nikolái Dobronravov, Robert Rozhdestvensky, Mijaíl Tanich, Leonid Derbenyov, Yuri Entin, Ilya Reznik, Grigore Vieru). Todo ello se define por la gran exigencia del material y los estrechos límites de la creatividad, sobre todo lírica. Entonces, las canciones de еstrada versaban sobre todo sobre el amor, la naturaleza o el patriotismo, la ideología y el orgullo nacional.

### 1980:Rockruso

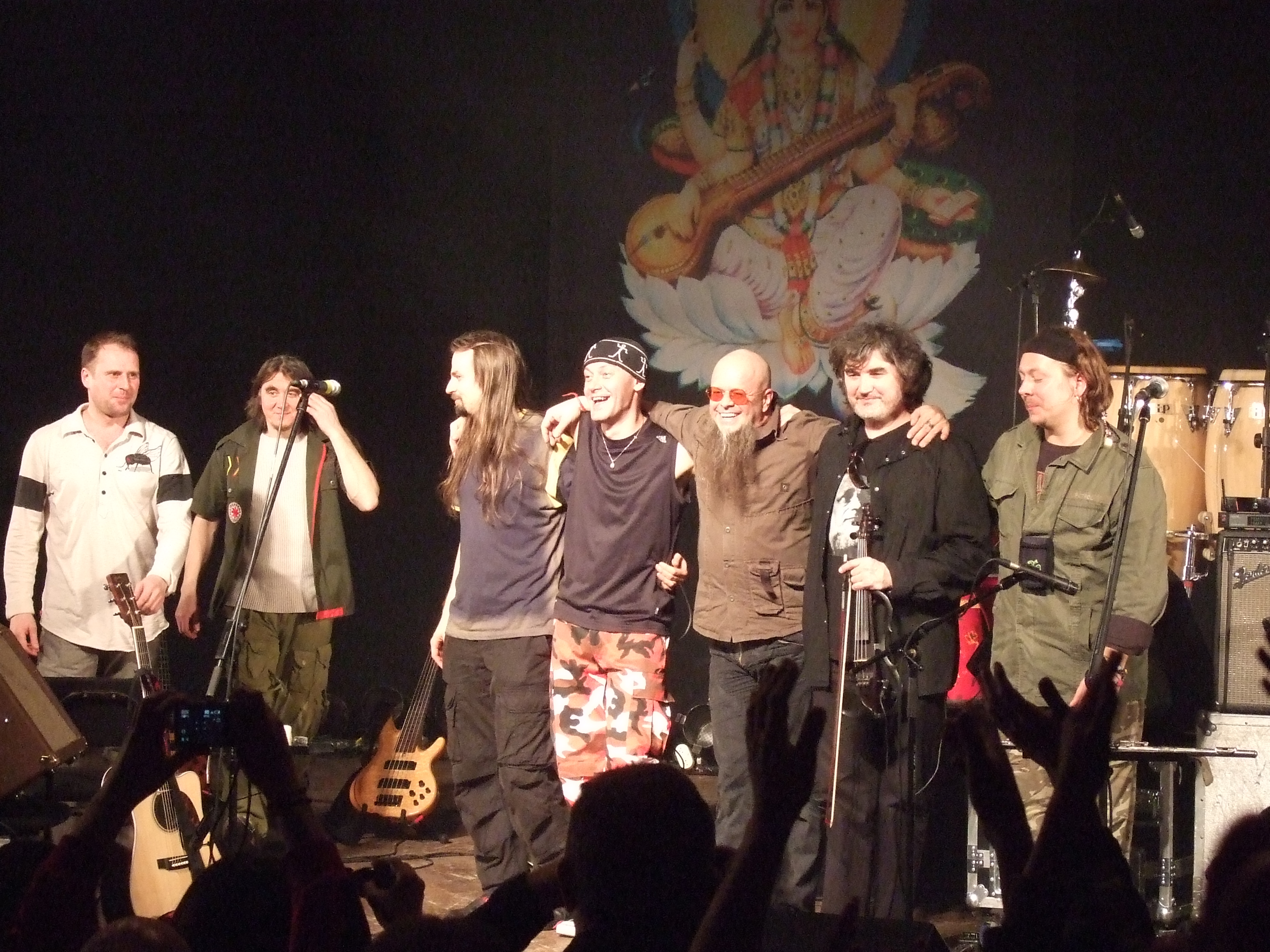
Aquarium, una de las bandas pioneras del rock ruso.

La música rock llegó a la Unión Soviética a finales de la década de 1960 con la Beatlemanía, y a finales de los 70 surgieron muchas bandas de rock, como Mashina Vremeni, Aquarium y Autograph. El rock ruso se basaba en gran medida en la música rock europea occidental y estadounidense, con una fuerte influencia de la música de bardo. A diferencia de los VIA, a estos grupos no se les permitía publicar su música y permanecían en la clandestinidad. El magnitizdat era la única vía de distribución. Se considera que la «edad de oro» del rock ruso tuvo lugar durante la década de 1980, cuando se mitigó la censura, se abrieron clubes de rock en Leningrado y Moscú y se legalizaron los festivales de rock. Durante la perestroika, el rock ruso se convirtió en la corriente dominante. Entre los agrupaciones más populares de esta época figuran Kinó, Alisa, Aria, DDT, Nautilus Pompilius, Grazhdanskaya Oborona y Gorky Park. La new wave y el post-punk también fueron tendencias del rock ruso de los años ochenta.

### Repúblicas post-soviéticas
- Música de Armenia
- Música de Azerbaiyán
- Música de Kazajistán
- Música de Kirguistán
- Música de Rusia

### Otros Estados
- Música de Corea del Norte
- Música de Cuba
- Música de Hungría